# 奥尔尚卡 (马里埃尔共和国)
奥尔尚卡（羅馬化：Orshanka）是俄罗斯马里埃尔共和国的市级镇、奥尔尚卡区行政中心，地处马里埃尔共和国北部，在共和国首府约什卡尔奥拉北方。伏尔加河流域内的奥什拉河（Ошла，小科克沙加河支流）流经该地东侧，其一支流奥尔沙河（Орша）从镇南部流过。
该地2021年人口有5,725人；2010年人口6,589；2002年人口6,834；1989年人口6,951。